# Lagaan - C'era una volta in India
Lagaan - C'era una volta in India (Lagaan) è un film di Ashutosh Gowariker del 2001. Fu candidato all'Oscar al miglior film straniero.
Questo film, dalla durata di quasi 4 ore (per la precisione 224 minuti), è un kolossal indiano di durata persino superiore a quelli che sono gli standard già alti di Bollywood, ossia circa 150 minuti. Due di queste quattro ore sono dedicate alla sola partita di cricket, sport nazionale indiano.

## Trama
Siamo nel 1893, nell'India sconvolta dalle siccità, gli inglesi opprimono ancor di più il popolo indigeno (ricordiamo che l'India è stata sotto il dominio britannico per 190 anni tra il 1757 e il 1947, anno della sua indipendenza ottenuta grazie a Gandhi) costringendolo a pagare il lagaan (da qui il titolo originale della pellicola), una tassa sul raccolto. In particolare, i contadini del villaggio di Champaner, guidati dal giovane Bhuvan (l'attore indiano Aamir Khan), sfidano a cricket gli inglesi guidati dal capitano Russell (Paul Blackthorne), che anzi lancia la sfida seppur pungolato. Vittoria non facile per gli inglesi, i quali non hanno previsto che una dama riuscirà ad insegnare agli indiani i segreti del gioco in poco tempo.

## Tematiche
Il film, seppure con un obiettivo finale diverso, richiama la trama del film Fuga per la vittoria (e tutti i suoi simili, assieme derivanti dalla vera vicenda della partita della morte), anche in quel caso gli oppressi sfidavano gli oppressori avendo come posta in palio la libertà, in questo caso se gli indigeni vincono per tre anni non saranno costretti a pagare il lagaan, in caso contrario dovranno pagarlo triplo.

## Riconoscimenti
- Premio Oscar
  - Candidato all'Oscar al miglior film straniero